# Алліша Чапмен
Алліша Чапмен (англ. Allysha Chapman, 25 січня 1989) — канадська футболістка, олімпійська медалістка. Захисник футбольного клубу «Бостон Брікерс» та національної збірної Канади.

## Ігрова кар'єра
Футбольну кар'єру розпочала в 2006 виступами за футбольну команду «Торонто», в складі якого провела чотири сезони. У 2008 два матчі відіграла в складі «Ванкувер Вайткепс».
З 2012 виступає в Європі за шведські команди «Сіріус» та «Ескільстуна Юнайтед».
У 2015 Алліша підписала контракт з клубом «Х'юстон Даш», який виступає в Національній жіночий футбольній лізі. За два сезони провела в складі команди з міста Х'юстон 14 матчів.
З 2017 захищає кольори «Бостон Брікерс». Наразі в складі бостонців провела 10 матчів.

## Збірна
Залучалась до складу молодіжної збірної Канади в 2008 році.
У складі національної збірної Канади дебютувала також 2008 року. Наразі в складі збірної відіграла 44 матчі, забила один гол.

## Титули і досягнення
Канада
- Золотий кубок КОНКАКАФ (дівчата) (1): 2008
- Бронзова призерка Олімпійських ігор (1): 2016.